# Arrojadoa dinae
Arrojadoa dinae es una especie de planta suculenta perteneciente al género Arrojadoa, dentro de la familia Cactaceae. Es endémica de Brasil.

## Descripción

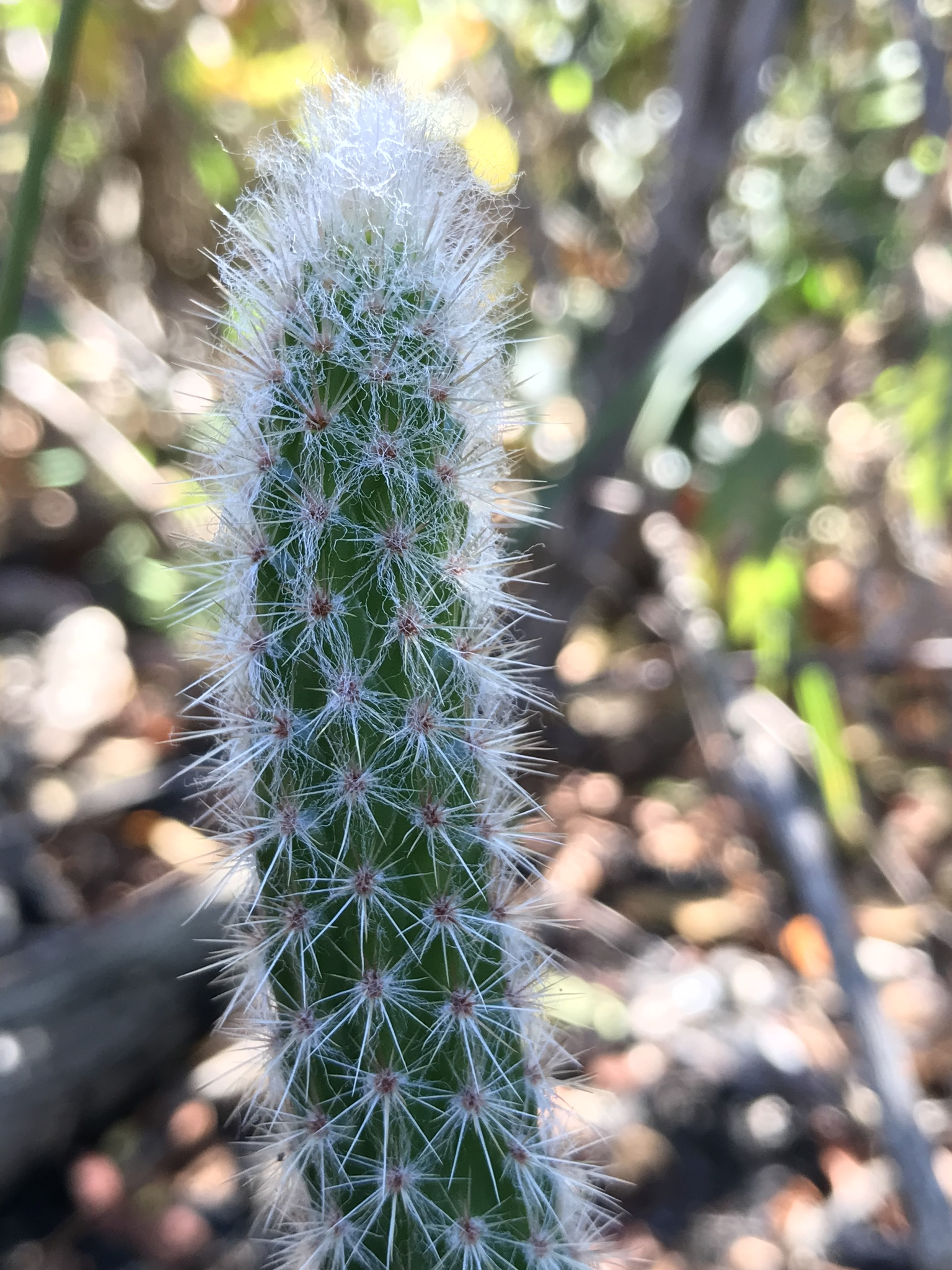
Detalle del tallo

Arrojadoa dinae es una especie de cactus pequeño de tipo arbustivo, con tallos delgados y cilíndricos que se ramifican desde la base. Puede alcanzar hasta los 30 cm de longitud y un diámetro de 18 a 20 mm. Presenta de 8 a 11 costillas estrechas y redondeadas, de 4 a 5 mm de ancho. 
Las areolas son redondas y están separadas por 5 milímetros. Inicialmente están cubiertas de lana de color blanco grisáceo, pero con el tiempo desaparece. Tienen 8 espinas centrales y alrededor de 12 espinas marginales, miden de 4 a 8 mm de largo y su color va de marrón amarillento a blanco o casi blanco. 
Las flores son de color rojo parduzco a violeta rosado y a veces son amarillas por dentro. Miden hasta 3 cm de largo y alcanzan un diámetro de 9 mm. Los frutos, que tienen forma de huevo o pera, son de color rojo pardusco.

## Distribución y hábitat

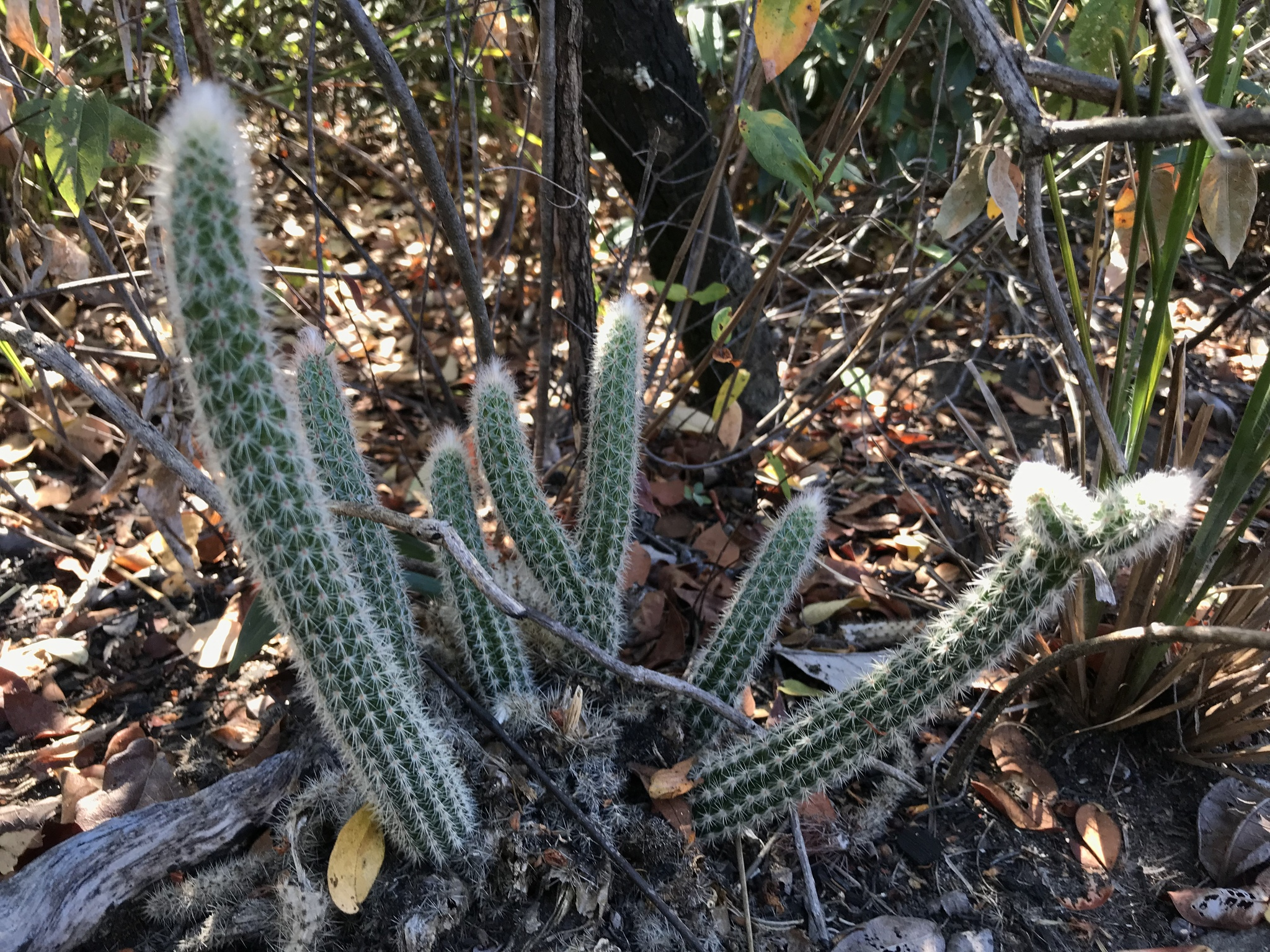
Planta en su hábitat

El área de distribución nativa de esta especie es Brasil (desde el sur de Bahía central hasta el norte de Minas Gerais) y crece principalmente en el bioma tropical estacionalmente seco, concretamente en áreas  rocosas y sabanas secas.  

## Taxonomía
Arrojadoa dinae fue descrita por los botánicos neerlandeses Albert Frederik Hendrik Buining y A.J. Brederoo y publicada por primera vez en la revista científica Kakteen und andere Sukkulenten 24: 99 en 1973.

Etimología
- Arrojadoa: nombre genérico que fue otorgado en honor al brasileño Miguel Arrojado Lisboa, superintendente de los Ferrocarriles de Brasil en la época en que Britton y Rose describieron el género en 1920.
- dinae: epíteto otorgado en honor a Dina Buining, la esposa del experto holandés en cactus Albert Buining.[4]

## Estado de conservación
En la Lista Roja de Especies Amenazadas de la UICN, la especie está clasificada como “Vulnerable (VU)”, siendo su mayor amenaza la pérdida de hábitat.

## Usos
Se cultiva principalmente como planta ornamental y su propagación se realiza normalmente a través de esquejes o semillas, aunque es una especie algo rara de ver en las colecciones.